# سورين كوفمان
سورين كوفمان (بالألمانية: Sören Kaufmann)‏ هو راكب الكنو ألماني، ولد في 8 مايو 1971 في آوغسبورغ في ألمانيا.

## وصلات خارجية
- سورين كوفمان على موقع أوليمبيديا (الإنجليزية)